# Emile Ardolino
Emile Ardolino (9 de mayo de 1943 – 20 de noviembre de 1993) fue un director, coreógrafo y productor de cine estadounidense, reconocido principalmente por haber dirigido las películas Dirty Dancing (1987) y Sister Act (1992).

## Carrera
Ardolino nació en Maspeth, un barrio de Queens, Nueva York, hijo de los inmigrantes italianos Ester (Pesiri) y Emilio Ardolino. Comenzó su carrera como actor en producciones de off-Broadway. En 1967 fundó Compton-Ardolino Films junto con Gardner Compton. En las décadas de 1970 y 1980, Ardolino trabajó para la red de televisión PBS. Sus perfiles de bailarines y coreógrafos por sus series Dance in America y Live from Lincoln Center le valieron 17 nominaciones a los Premios Emmy, logrando la victoria en tres oportunidades.
Ardolino ganó el Óscar al mejor largometraje documental por la producción de 1983 He Makes Me Feel Like Dancin'. Encontró el éxito comercial al dirigir la película de 1987 Dirty Dancing y continuó con la realización de varias otras películas de gran formato.
Ardolino, que era abiertamente gay, murió en Los Ángeles, California, el 20 de noviembre de 1993, a los 50 años, por complicaciones con el SIDA que padecía. Sus últimas producciones, The Nutcracker y la producción televisiva Gypsy, protagonizada por Bette Midler, fueron estrenadas y exhibidas póstumamente. Ardolino fue enterrado junto a sus padres en el cementerio St. John en Nueva York.

## Filmografía parcial
- Alice at the Palace (1982)
- He Makes Me Feel Like Dancin' (1983)
- Good Morning, Mr. Orwell (1984)
- Dirty Dancing (1987)
- Chances Are (1989)
- Three Men and a Little Lady (1990)
- Sister Act (1992)
- The Nutcracker (1993)
- Gypsy (1993) (película para televisión)